# Cynoglossum gansuense
Cynoglossum gansuense là loài thực vật có hoa trong họ Mồ hôi. Loài này được Y.L.Liu mô tả khoa học đầu tiên năm 1981.